# روبرتو غامارا
روبرتو غامارا (بالإسبانية: Roberto Gamarra)‏ هو لاعب كرة قدم ومدرب كرة قدم أرجنتيني في مركز الهجوم، ولد في 6 مارس 1958 في الأرجنتين. لعب مع سيرو بورتينيو.